# Metegol
Metegol (Brasil: Um Time Show de Bola / Portugal: Matraquilhos) é um filme de animação digital argentino e espanhol do ano de 2013.

## Enredo
O filme conta a história de Amadeu e Ezequiel Ribeiro, mais conhecido como Colosso. Amadeu é um jogador de futebol de mesa, já Colosso, se tornou um ícone no futebol, mundial. Depois de um tempo Colosso volta e Amadeu o desafia, publicamente, para fazer uma revanche, disputando, nesse jogo, a posse da cidade de Amadeu.

## Vozes originais
- Juan José Campanella como Armando/Eusébio/Lechuga/Clark
- Lucía Maciel como Laura
- David Masajnik como Amadeu
- Pablo Rago como Capi
- Natalia Rosminati como Maty
- Miguel Ángel Rodríguez como Capitão Liso
- Mariana Otero como Grosso
- Fabian Gianola como Beto
- Horacio Fontova como Louco
- Ariana Grande como Laura